# Paul Wolfowitz
Paul Dundes Wolfowitz (22 de diciembre de 1943), hijo del matemático Jacob Wolfowitz, fue subsecretario del Departamento de Defensa de los EE. UU. y el décimo presidente del Banco Mundial. Fue obligado a dimitir de esta institución en junio de 2007, tras un escándalo de nepotismo.

## Biografía
Antes de ocupar su puesto en el Departamento de Defensa, Wolfowitz era decano del Paul H. Nitze School of Advanced International Studies (SAIS) en la Universidad Johns Hopkins. También enseñó relaciones internacionales en la Johns Hopkins y la Universidad Yale. Posee una licenciatura en matemáticas por la Universidad Cornell y un doctorado en ciencia política de la Universidad de Chicago.
Durante el mandato de Ronald Reagan Wolfowitz estuvo 3 años en Indonesia como embajador de los EE. UU. Recibió críticas debido a su apoyo al régimen de Suharto durante su estancia en el país asiático. 
Está considerado como un neoconservador seguidor de las ideas de Leo Strauss, y es conocido por su punto de vista beligerante, que se plasma en su defensa de la política israelí y su promoción de la invasión a Irak en 2003. De hecho, en una conferencia en Singapur en mayo de 2003, Wolfowitz declaró: “Veámoslo de forma sencilla. La diferencia más importante entre Corea del Norte e Irak es que, económicamente, en Irak no teníamos alternativa. El país nada en un mar de petróleo”. 
Su candidatura para ejercer el puesto de presidente del Banco Mundial continuó la tradición de que figure un estadounidense al mando de esa institución.
En enero de 2007, al ingresar a una mezquita en un viaje que hizo a Turquía, Paul Wolfowitz mostró sus calcetines rotos al tener que quitarse los zapatos para entrar a este recinto. Esto fue considerado como una vergüenza para su cargo y fue incluido en varios diarios del mundo.
Más adelante, entre marzo y abril de 2007, Wolfowitz estuvo envuelto en un escándalo de corrupción, al descubrirse que su novia (Shaha Riza), también empleada del Banco Mundial, había recibido importantes aumentos de sueldo (incluso por encima de lo que dictan las reglas de la organización) tras llegar Wolfowitz a su presidencia. El primero, de 47.300 dólares, supuso un incremento del 35,5%. El segundo, de 13.590 dólares, supuso un 7,5%. Estos aumentos violaban claramente las normas del banco, que permitían aumentos menores, del 12% y del 3,7% respectivamente. El salario de Shaha Riza alcanzó en 2007 los 193.590 dólares libres de impuestos. Además, la novia del presidente del Banco Mundial había trabajado para una empresa privada que ofrecía asesoría al Pentágono antes de la guerra de Irak, sin informar de ello al Banco Mundial, como exigen las reglas de la organización.
La Asociación de Empleados del Banco Mundial pidió la dimisión de Wolfowitz el 13 de abril de 2007. El 25 de abril lo hizo el Parlamento Europeo. Wolfowitz había intentado distinguirse en su gestión del Banco Mundial por la lucha anticorrupción. En abril, el Banco Mundial abrió una comisión investigadora a través de la Comisión de Ética que emitió su informe final el 14 de mayo, concluyendo que Wolfowitz había violado las normas del Banco y recomendando «que el consejo de administración considere si Wolfowitz será capaz de ejercer el liderazgo necesario para asegurarse de que el banco siga operando de la mejor manera posible para cumplir con su mandato» Ante estos hechos, el 17 de mayo de 2007 los directores ejecutivos reconocieron la necesidad de que Wolfowitz dimitiese de la presidencia del Banco Mundial, lo que se produjo y se hizo efectivo a finales del año fiscal (el último día del mes de junio de 2007).